# Ускакање
Ускакање је обичај да девојка побегне са будућим мужем, јер родитељи нису сагласни са њеним избором. Често се ускакање примењивало и са знањем и сагласношћу родитеља ако исти нису имали средства за мираз. Код ускакања девојчина породица није дужна да даје мираз јер „није сагласна“.
Ускакање се обично изводи ноћу са елементима драматике, бежањем кроз прозор, преко мердевина а будући муж организује превоз са пријатељима. Поента је да када породица, сутрадан сазна, више не постоје гаранције да је девојка невина и породица се мање више мири са урађеним.
Ускакање је био обичај у Војводини, али и шире.